# Canton de Saumur-Sud
Le canton de Saumur-Sud est une ancienne division administrative française située dans le département de Maine-et-Loire et la région Pays de la Loire.
Il disparait aux élections cantonales de mars 2015, réorganisées par le redécoupage cantonal de 2014.

## Composition
Le canton de Saumur-Sud se compose d’une fraction de la commune de Saumur (correspondant au territoire de quatre des cinq anciennes communes qui sont associées depuis 1973 : Bagneux, Dampierre-sur-Loire, Saint-Hilaire-Saint-Florent et la ville de Saumur elle-même) et de onze autres communes. Il compte 30 915 habitants (population municipale) au 1er janvier 2012.
| Nom                 | Code Insee | Intercommunalité       | Population (dernière pop. légale)               |
| ------------------- | ---------- | ---------------------- | ----------------------------------------------- |
| Saumur (chef-lieu)  | 49328      | CA Saumur Val de Loire | Fraction : 21 248(2012) Commune : 27 301 (2014) |
| Artannes-sur-Thouet | 49011      | CA Saumur Val de Loire | 417 (2014)                                      |
| Chacé               | 49060      | CA Saumur Val de Loire | 1 383 (2014)                                    |
| Distré              | 49123      | CA Saumur Val de Loire | 1 671 (2014)                                    |
| Fontevraud-l'Abbaye | 49140      | CA Saumur Val de Loire | 1 539 (2014)                                    |
| Montsoreau          | 49219      | CA Saumur Val de Loire | 447 (2014)                                      |
| Parnay              | 49235      | CA Saumur Val de Loire | 466 (2014)                                      |
| Rou-Marson          | 49262      | CA Saumur Val de Loire | 675 (2014)                                      |
| Souzay-Champigny    | 49341      | CA Saumur Val de Loire | 785 (2014)                                      |
| Turquant            | 49358      | CA Saumur Val de Loire | 580 (2014)                                      |
| Varrains            | 49362      | CA Saumur Val de Loire | 1 238 (2014)                                    |
| Verrie              | 49370      | CA Saumur Val de Loire | 462 (2014)                                      |

## Géographie
Situé dans le Saumurois, ce canton est organisé autour de Saumur dans l'arrondissement de Saumur, borné au nord par la Loire et à l'est par le département d'Indre-et-Loire. Sa superficie, est de moins de 169 km2, et son altitude varie de 20 mètres (Saumur) à 114 mètres (Fontevraud-l'Abbaye).
| Nom de la commune   | Surface (ha) | Alt. mini (m) | Alt. maxi (m) |
| ------------------- | ------------ | ------------- | ------------- |
| Artannes-sur-Thouet | 661          | 25            | 55            |
| Chacé               | 642          | 25            | 73            |
| Distré              | 1 472        | 25            | 77            |
| Fontevraud-l'Abbaye | 1 482        | 37            | 114           |
| Montsoreau          | 519          | 27            | 88            |
| Parnay              | 654          | 26            | 101           |
| Rou-Marson          | 1 266        | 32            | 87            |
| Saumur              | 6 625        | 20            | 95            |
| Souzay-Champigny    | 892          | 26            | 93            |
| Turquant            | 786          | 26            | 103           |
| Varrains            | 340          | 25            | 81            |
| Verrie              | 1 649        | 61            | 94            |

## Histoire
Le canton de Saumur-Sud (chef-lieu) est créé en 1790. Initialement constitué en canton unique, il est éclaté en trois cantons en 1800 (Saumur-Nord-Est, Saumur-Nord-Ouest et Saumur-Sud), puis en deux cantons en 1963 (Saumur-Nord et Saumur-Sud). D'abord composé de quinze communes, après l'association des communes de Bagneux, Dampierre-sur-Loire et Saint-Hilaire-Saint-Florent, avec celle de Saumur en 1973, le canton n'en compte plus que douze.
À sa création le canton est rattaché au district de Saumur, puis en 1800 à l'arrondissement de Saumur.
Dans le cadre de la réforme territoriale, un nouveau découpage territorial pour le département de Maine-et-Loire est défini par le décret du 26 février 2014. Le canton de Saumur-Sud disparait aux élections cantonales de mars 2015.

## Représentation
Le canton de Saumur-Sud est la circonscription électorale servant à l'élection des conseillers généraux, membres du conseil général de Maine-et-Loire.

### Conseillers généraux de 1833 à 2015
| Période      | Période                   | Identité                                         | Étiquette    | Qualité |
| ------------ | ------------------------- | ------------------------------------------------ | ------------ | --- |
| 1833         | 1844 (démission)          | Jean-Baptiste Cailleau-Grandmaison               |              | Maire de Saumur (1830-1837)                                                                                           |
| 1844         | 1860 (décès)              | Guy Delavau-Saillant                             |              | Président du Tribunal civil de Saumur, conseiller d'arrondissement                                                    |
| 1860         | 1870                      | Jean-François Bucaille (1810-1891)               |              | Propriétaire à Saumur                                                                                                 |
| 1870         | 1889                      | Jacques-Eugène Bury                              | Républicain  | Docteur en médecine Maire de Saumur (1870-1879)                                                                       |
| 1889         | 1896 (décès)              | Victor Besnard                                   |              | Docteur en médecine à Saumur                                                                                          |
| 1897         | 1925                      | Stéphane Milon                                   | Rad.         | Propriétaire à Saumur Maire de Brissac, conseiller d'arrondissement                                                   |
| 1925         | 1929 (démission)          | Emile Landais                                    | Rad.         | Propriétaire d'une maison de vins mousseux Maire de Chacé (1900-1932), conseiller d'arrondissement                    |
| 1929         | 1941 (démission d'office) | Robert Amy                                       | Rad.         | Industriel Maire de Saumur (1925-1940) Révoqué par le Gouvernement de Vichy                                           |
|              |                           |                                                  |              | |
| 1945         | 1953 (décès)              | Emmanuel Clairefond                              | MRP          | Directeur commercial Député (1946) Sénateur (1946-1948) Vice-Président du Conseil Général Maire de Saumur (1945-1953) |
| Février 1954 | 1955                      | Joseph Clairefond (fils du précédent, 1899-1991) | MRP          | |
| 1955         | 1973                      | Lucien Gautier                                   | UNR puis UDR | Négociant - Sénateur (1965-1983) Adjoint au maire de Saumur Elu en 1973 dans le Canton de Saumur-Nord                 |
| 1973         | 1979                      | Lucien Méhel (1920-1998)                         | UDF          | Industriel, ancien résistant Maire de Saumur (1971-1983)                                                              |
| 1979         | 1985                      | Jacques Percereau                                | PS           | Employé - Député (1986-1988)                                                                                          |
| 1985         | 1988 (démission)          | Jean-Paul Hugot                                  | RPR          | Maître de conférences Sénateur (1992-2001) Maire de Saumur (1983-2001) Député au Parlement européen (1988-1989)       |
| 1988         | 2004                      | Louis Robineau                                   | UDF-CDS      | Viticulteur Maire de Chacé (1967-2006)                                                                                |
| 2004         | 2015                      | Jackie Goulet                                    | DVG          | Ancien cadre EDF Maire de Turquant                                                                                    |

### Résultats électoraux détaillés
- Élections cantonales de 2004 : Jackie Goulet (Divers gauche) est élu au 2e tour avec 55,35 % des suffrages exprimés, devant Jean-Paul Hugot (Divers droite) (44,65 %). Le taux de participation est de 64,95 % (13 405 votants sur 20 638 inscrits)[12].
- Élections cantonales de 2011 : Jackie Goulet (Divers gauche) est élu au 2e tour avec 60,47 % des suffrages exprimés, devant Charles-Henri Jamin (UMP) (39,53 %). Le taux de participation est de 46,17 % (9 998 votants sur 21 654 inscrits)[13].

### Conseillers d'arrondissement (de 1833 à 1940)
Le canton de Saumur-Sud avait deux conseillers d'arrondissement.
| Période                                  | Période          | Identité                         | Étiquette   | Qualité |
| ---------------------------------------- | ---------------- | -------------------------------- | ----------- | --- |
| 1833                                     | 1844             | Guy Delavau-Saillant             |             | Procureur au Tribunal civil de Saumur                                                                       |
| 1833                                     | 1839             | Charles Ernest Persac ainé       |             | Propriétaire à Saumur                                                                                       |
| 1839                                     | 1845             | Georges Armand Lecoy (1800-1893) |             | Avoué à Saumur                                                                                              |
|                                          |                  |                                  |             | |
|                                          | 1897 (démission) | Stéphane Milon                   | Rad.        | Propriétaire à Saumur Maire de Brissac                                                                      |
|                                          |                  |                                  |             | |
| 1919                                     | 1931             | Eugène Bury                      | Républicain | Maire de Distré, Président du Conseil d'arrondissement                                                      |
| 1919                                     | 1925             | Émile Landais                    | Rad.        | Proprétaire d'une maison de vins mousseux, maire de Chacé                                                   |
| 1925                                     | 1928             |                                  |             | |
| 1928                                     | 1939 (décès)     | Octave Babin                     | Rad.        | Directeur d'école honoraire, maire de Montsoreau, Président du Conseil d'arrondissement                     |
| 1931                                     | 1940             | René Hulin                       | Rad.        | Maire de Varrains                                                                                           |
| 1939                                     | 1940             |                                  |             | |
| 1940                                     |                  |                                  |             | Les conseils d'arrondissement ont été suspendus par la loi du 12 octobre 1940 et n'ont jamais été réactivés |
| Les données manquantes sont à compléter. |                  |                                  |             | |

## Démographie
| 1968 | 1975 | 1982 | 1990   | 1999   | 2006   | 2011   | 2012   |
| ---- | ---- | ---- | ------ | ------ | ------ | ------ | ------ |
| -    | -    | -    | 31 283 | 31 532 | 31 234 | 30 584 | 30 915 |